# جون تي كاهيل
جون تي كاهيل (بالإنجليزية: John T. Cahill)‏ هو محامي أمريكي، ولد في 17 نوفمبر 1903، وتوفي في 3 نوفمبر 1966 في لندن في المملكة المتحدة.